# Number Ones (video)
Number Ones là một DVD ra đời cùng thời gian với album cùng tên.

## Danh sách bài hát
1. "Don't Stop 'til You Get Enough"
2. "Rock with You"
3. "Billie Jean"
4. "Beat It"
5. "Thriller"
6. "Bad" (phiên bản ngắn)
7. "The Way You Make Me Feel" (phiên bản ngắn)
8. "Man in the Mirror"
9. "Smooth Criminal" (phiên bản nhanh)
10. "Dirty Diana"
11. "Black or White" (phiên bản kiểm duyệt)
12. "You Are Not Alone"
13. "Earth Song"
14. "Blood on the Dance Floor"
15. "You Rock My World" (phiên bản ngắn)

## Xếp hạng và chứng nhận
| Nước        | Chứng nhận   | Doanh số   |
| ----------- | ------------ | ---------- |
| Mỹ          | 13× Bạch kim | 1,300,000+ |
| Úc          | 22× Bạch kim | 330,000+   |
| Phần Lan    | Vàng         | 5,016      |
| Nhật Bản    | Vàng         | 100,000+   |
| New Zealand | 6× Bạch kim  | 30,000+    |
| Tây Ban Nha | Bạch kim     | 25,000+    |
| Ba Lan      | Vàng         | 5,000+     |

| Bảng xếp hạng (2003/2009)   | Vị trí cao nhất |
| --------------------------- | --------------- |
| Australian Top 40 Music DVD | 1               |
| Czech Albums Chart          | 14              |
| Hungarian Top 20 DVD        | 3               |
| Irish DVD Albums Chart      | 1               |
| Italian DVD Albums Chart    | 9               |
| Swedish DVD Albums Chart    | 3               |